# 倍耐力
倍耐力（義大利語：Pirelli；舊譯派拉利）是一家義大利輪胎公司，曾是世界第五大汽車輪胎生產商；現為第七，總部設於米蘭，業務遍及160多個國家和地區。

## 歷史
公司成立于1872年，从19世纪末开始生产轮胎。公司总部設于意大利米兰──倍耐力公司塔。它是全意大利最高的摩天大楼，同时也是伦巴第大区政府的所在地。倍耐力最早的产品──Milano自行车轮胎诞生于1890年初，1901年开始，Ercole轮胎已被配备于一些早期的公路汽车。 
自1907年第一次在国际汽车拉力赛，北京-巴黎锦标赛上夺冠后，倍耐力轮胎凭借Nuvolari、Ascari和Fangio等赛车手夺取了多项世界两轮或四轮汽车赛事冠军。超过100年持续追逐精湛技术和产品革新，从战前的Stella Bianca到Cinturato radial，倍耐力拥有广泛的产品系列及时髦的超低侧面胎。
1922年於米蘭證券市場上市。目前倍耐力已不單單銷售輪胎，還涉及其他高科技領域。
2025年4月28日，倍耐力董事會剝奪中化集團的控制權。

## 其他
- 倍耐力是国际米兰足球俱乐部队服胸前位置的赞助商。
- 2009年倍耐力公司注资5000万成为中国足球超级联赛的主赞助商，合约三年。
- 2011年起獨家供應世界一级方程式锦标赛所有車隊輪胎。
- 2021年起獨家供應世界拉力锦标赛所有車隊輪胎，至2024年結束。
- 2024年起供應Moto2及Moto3所有車隊輪胎。

## 参看
- 2002年米兰飞机撞楼事件——倍耐力大楼被飞机撞击的事件